# Datsan Gunzechoinei
Datsan Gunzechoinei là một ngôi chùa Phật giáo ở Saint Petersburg, Nga. Đây là ngôi chùa Phật giáo duy nhất ở cực bắc ở Nga.

## Lịch sử
Trong năm 1909, Agvan Dorzhiev có sự cho phép của Sa hoàng Nga để xây dựng một tu viện Phật giáo lớn ở Saint Petersburg và ông hy vọng sẽ trở thành nơi cư trú của người cai trị Phật giáo đầu tiên của Nga.
Tuy nhiên, Giáo hội Chính thống Nga đã vận động mạnh mẽ chống lại việc xây dựng ngôi đền "ngoại giáo" này trên khắp đất nước, khiến việc xây dựng nó bị trì hoãn đáng kể. Tuy nhiên, dịch vụ đầu tiên được tổ chức vào ngày 21 tháng 2 năm 1913, và việc xây dựng hoàn thành vào năm 1915, khi Sa hoàng Nicholas II xác nhận sự xuất hiện của một đội ngũ 9 Lạt ma: 3 từ Transbaikalia, 4 từ tỉnh Astrakhan và 2 từ tỉnh Stavropol. Các cửa sổ kính màu được đặt hàng từ Nicholas Roerich.

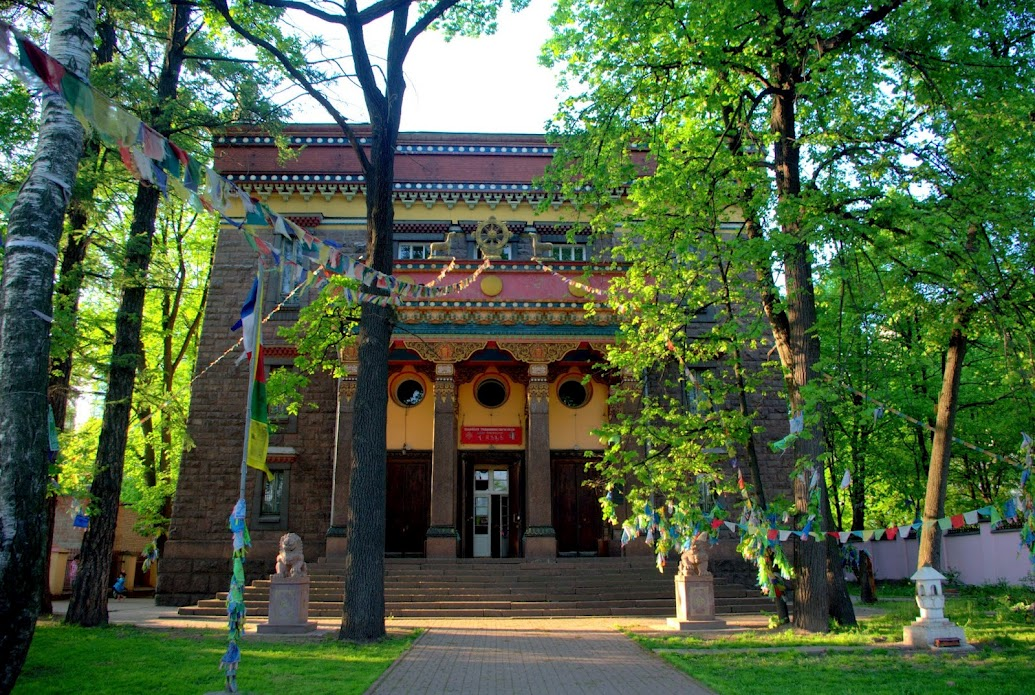
Lối đi vào chùa

Một buổi lễ lớn thứ hai được tổ chức vào ngày 9 tháng 6 năm 1914 để cung hiến một bức tượng lớn bằng đồng mạ vàng của Đức Phật Thích Ca đang ngồi, là món quà từ Vua Rama VI của Thái Lan, và một tượng Phật Di Lặc đứng, một món quà từ G.A.Planson của Hội đồng Nga tại Bangkok.
Lễ thánh hiến datsan được tổ chức vào ngày 10 tháng 8 năm 1915, khi nó được đặt tên là Gunzechoinei, hay 'Nguồn gốc của Giáo lý Tôn giáo của Đức Phật có lòng từ bi sâu sắc đối với tất cả chúng sinh.'
Sau năm 1917, tòa nhà được lục soát và sử dụng cho nhiều mục đích. Nó đã được một đội Hồng quân tiếp quản trong thời gian ngắn và bị hư hại vào năm 1919. Một số sửa chữa đã được thực hiện vào năm 1922, đại trùng tu được thực hiện vào khoảng năm 1926 nhưng ngay sau đó đã có một cuộc đàn áp chung đối với Phật giáo trên khắp Cộng hòa Buryat-Mông Cổ và Khu tự trị Kalmyk, và các tu viện đã bị đóng cửa và tài sản của họ bao gồm kinh sách, đồ trang trí trên bàn thờ, v.v., bị tịch thu, và các Lạt ma bị đàn áp nặng nề.
Ngôi đền vì có mối liên hệ với nước ngoài của nó vẫn tương đối miễn dịch trong một thời gian. Vào cuối năm 1933, nghi lễ Phật giáo cuối cùng đã được tổ chức tại ngôi đền để vinh danh Thubten Gyatso, Đạt Lai Lạt Ma thứ 13 của Tây Tạng, người đã qua đời ngày 17 tháng 12 năm 1933.
Đến năm 1935, một nhóm lớn các Lạt ma đã bị NKVD bắt giữ và bị kết án lao động khổ sai từ 3 đến 5 năm. Năm 1937, những Phật tử còn lại trong thành phố bị bắt và bị xử bắn cùng ngày.
Ngôi đền đã không bị đánh bom trong Cuộc vây hãm Leningrad nhờ sự vận động hành lang của những người có cảm tình với Phật giáo ở Ahnenerbe.
Năm 1989, cộng đồng Phật giáo ở Saint Petersburg được chính thức công nhận. Năm đó, một buổi lễ được tổ chức bởi Đức Lạt Ma Kushok Bakula Rinpoche. Đó là dịch vụ đầu tiên sau 50 năm.
Vào ngày 14 tháng 7 năm 2004, sinh nhật lần thứ 150 của Agvan Dorjiev được tổ chức tại một ngôi chùa Phật giáo ở Saint Petersburg, một tấm kỷ niệm được công bố và một bài nói chuyện của học giả Phật giáo người Mỹ, Robert Thurman.

Tính đến năm 2013, ngôi chùa được duy trì tích cực và là nơi tu hành của các học giả và sinh viên của trường phái Cách lỗ Tây Tạng

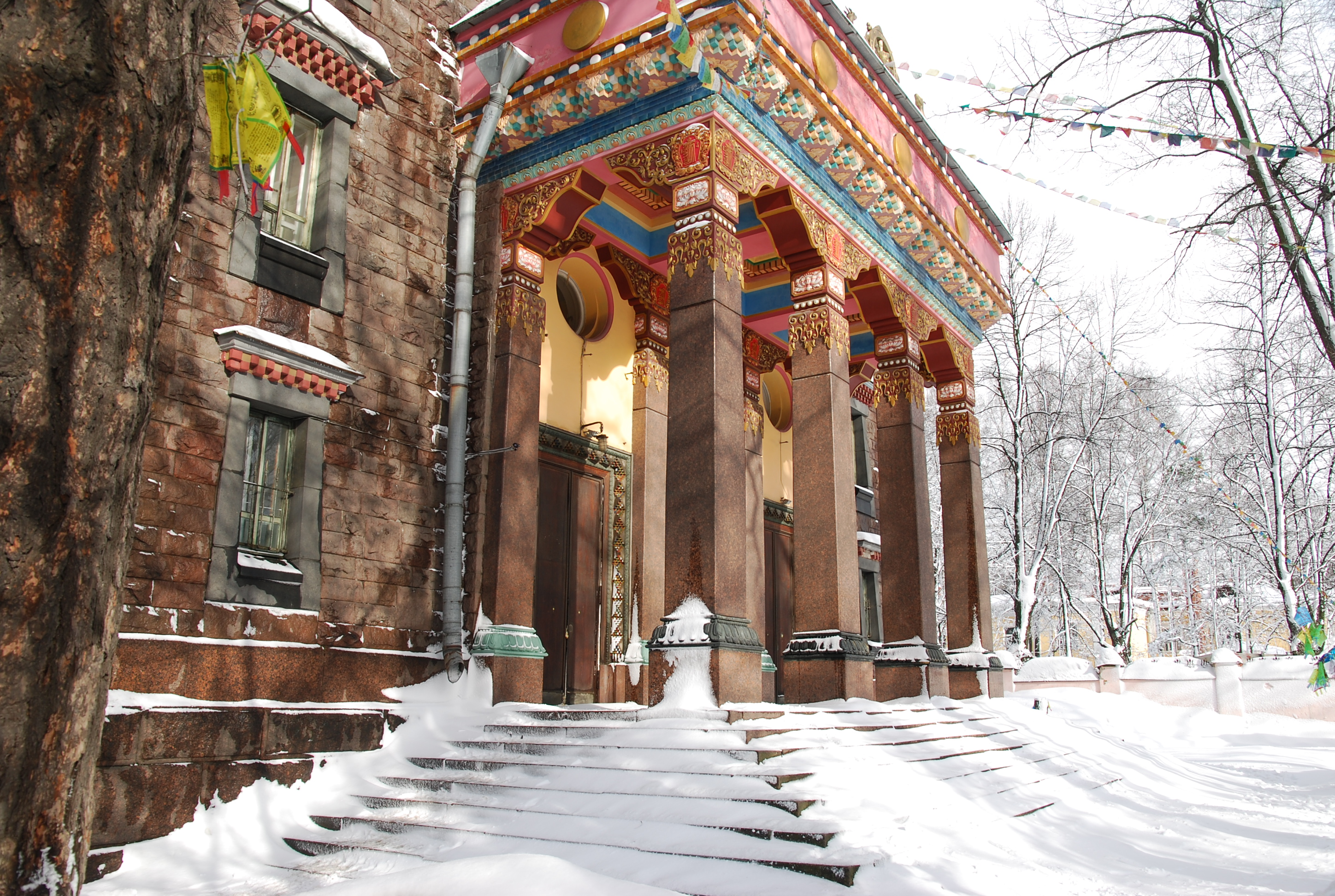
Datsan Gunzechoinei vào mùa đông